# Серандит
Серандит (англ. serandite; нім. Serandit m) — мінерал, метасилікат манґану і кальцію ланцюжкової будови з групи воластоніту. Близький до пектоліту. За прізв. франц. колекціонера мінералів Дж. Серанда (J.M.Serand), A.Lacroix, 1931.

## Опис
Хімічна формула: (Mn2+,Ca)2Na [Si3O8|OH]. Склад у % (о. Лос, Зах. Африка): MnO — 28,99; CaO — 10,42; Na2O — 7,38; SiO2 — 48,72; H2O — 2,78. Домішки: FeO (1,33); K2O (0,26); Al2O3 (0,29); MgO (0,06); Fe2O3 (0,03).
Серандит — найбільш багатий на Мn член ізоморфного ряду серандит — шизоліт — пектоліт (вміст манґанового компонента досягає 50 % і більше). Сингонія триклінна. Пінакоїдальний вид. Ізотипний з мінералами ряду воластоніту. Утворює видовжені кристали. Спайність ясна по (001) і (010). Густина 3,215. Колір рожево-червоний. Знайдений у нефелінових сієнітах на о-ві Лос (Зах. Африка). Рідкісний.